# Encierros de San Sebastián de los Reyes
Los encierros de San Sebastián de los Reyes son una tradición popular española que fue declarada por el Pleno del Ayuntamiento Bien de Interés Cultural. Asimismo, las fiestas en las que se enmarca este espectáculo taurino están declaradas de Interés Turístico Nacional de la Comunidad de Madrid que se celebran a finales de agosto, coincidiendo con las fiestas en honor al Cristo de los Remedios, en la ciudad de San Sebastián de los Reyes (Madrid). Desde el año 2004 son retransmitidos para toda España por Antena 3, cadena cuyas instalaciones centrales están en dicha localidad.

## Historia

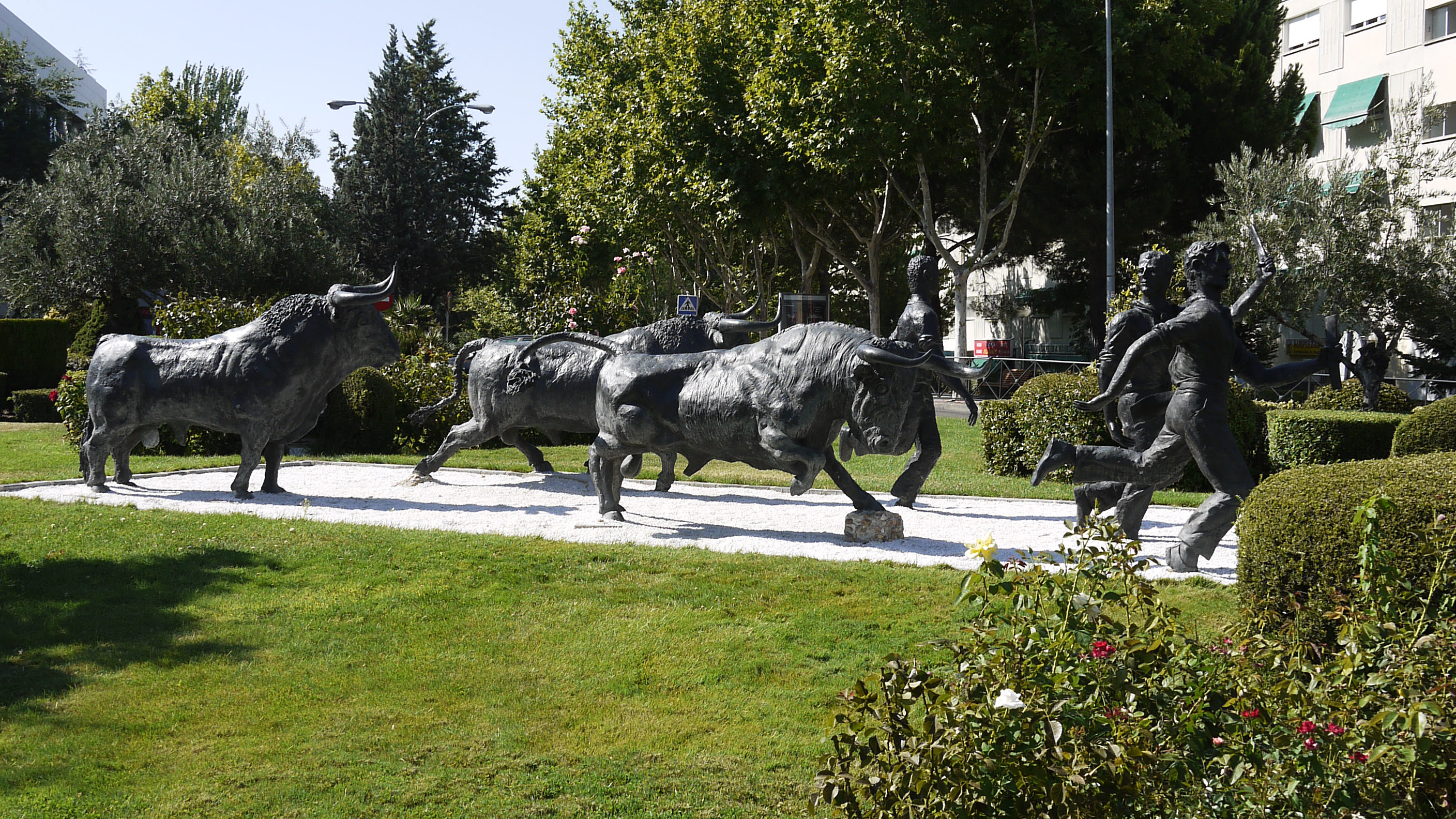
Este municipio de gran tradición taurina cuenta en sus calles con un monumento a los encierros

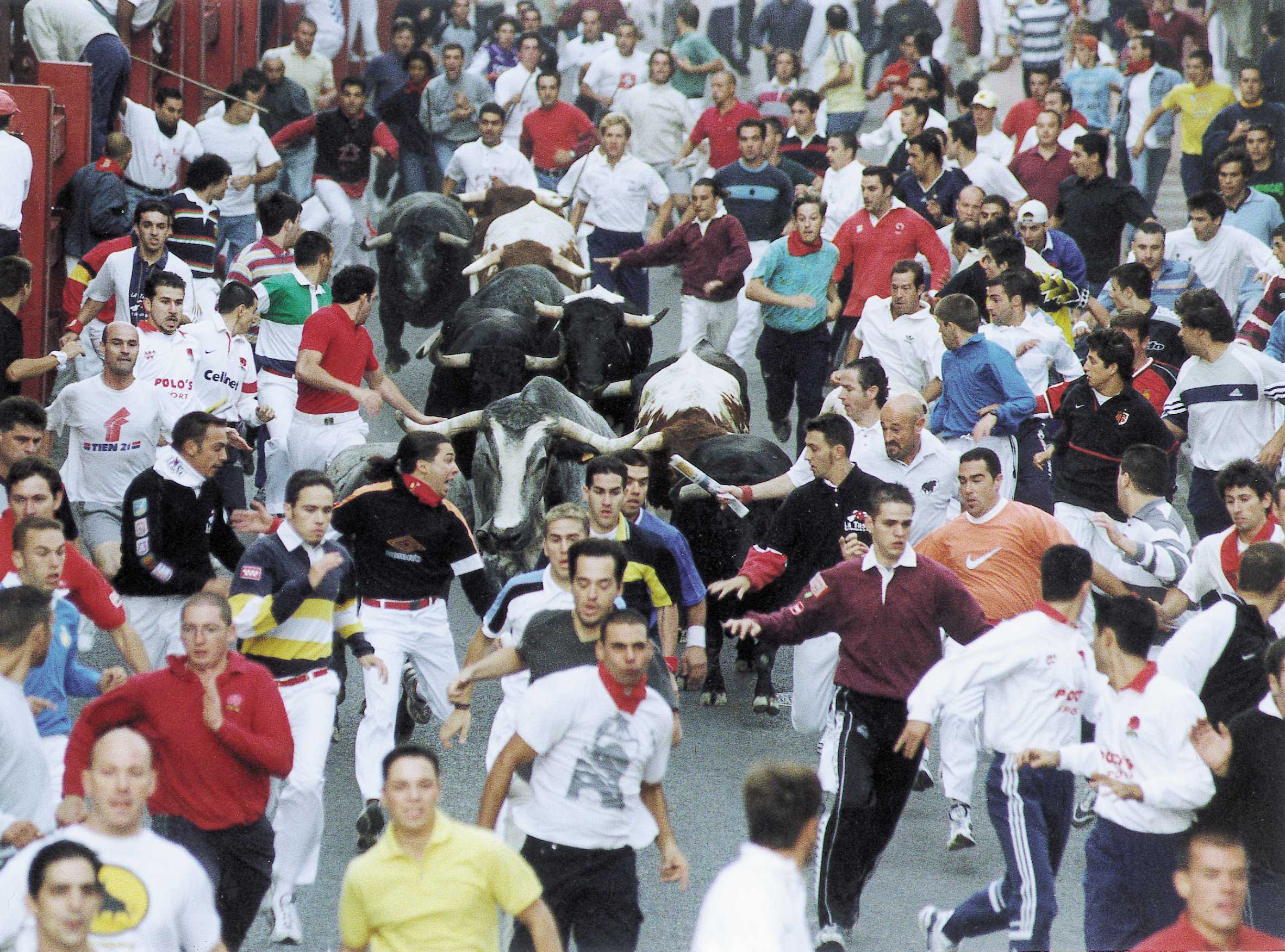
Cientos de personas corriendo los encierros de Sanse

La historia de los encierros de San Sebastián de los Reyes se remonta 500 años atrás. Los primeros documentos que acreditan estos cinco siglos de historia datan del año 1525. En concreto, el 23 de marzo de 1525 una provisión de Carlos V pide al Arzobispado de Toledo la devolución de lo cobrado a los vecinos de San Sebastián de los Reyes en sus fiestas, incluido lo referente a “correr toros”. Este documento histórico es la confirmación de la larga tradición histórica con la que cuentan los encierros de este municipio.
Así, con el transcurrir de los años, las diferentes manifestaciones taurinas, que se han celebrado desde el siglo XVI, han convertido a San Sebastián de los Reyes en referente dentro de los festejos taurinos populares.
Cada año miles de personas vienen a las fiestas de San Sebastián de los Reyes en honor al Santísimo Cristo de los Remedios atraídas por este espectáculo. Las fechas en las que se celebran coinciden con la última semana de agosto, pues la festividad del Cristo es el 28 de agosto. El encierro empieza cada mañana con el lanzamiento de un cohete a las 8 en punto hasta el año 2015 cuando se cambia el horario de los encierros a las 11 de la mañana. En ese momento se abren los corrales de suelta, desde donde los toros bravos acompañados de los cabestros comienzan la carrera. Tendrán que recorrer los 820 metros con los que cuenta la manga.
Este recorrido del encierro transcurre por las calles : Leopoldo Gimeno, Real Vieja, Postas, Real, Estafeta.

## Recorrido
El encierro de Sanse, nombre con el que se conoce coloquialmente a este municipio, cuenta con una topografía del terreno favorable, en su mayor parte, a las condiciones morfológicas de los toros. Este factor hace que la carrera se realice a una velocidad vertiginosa.

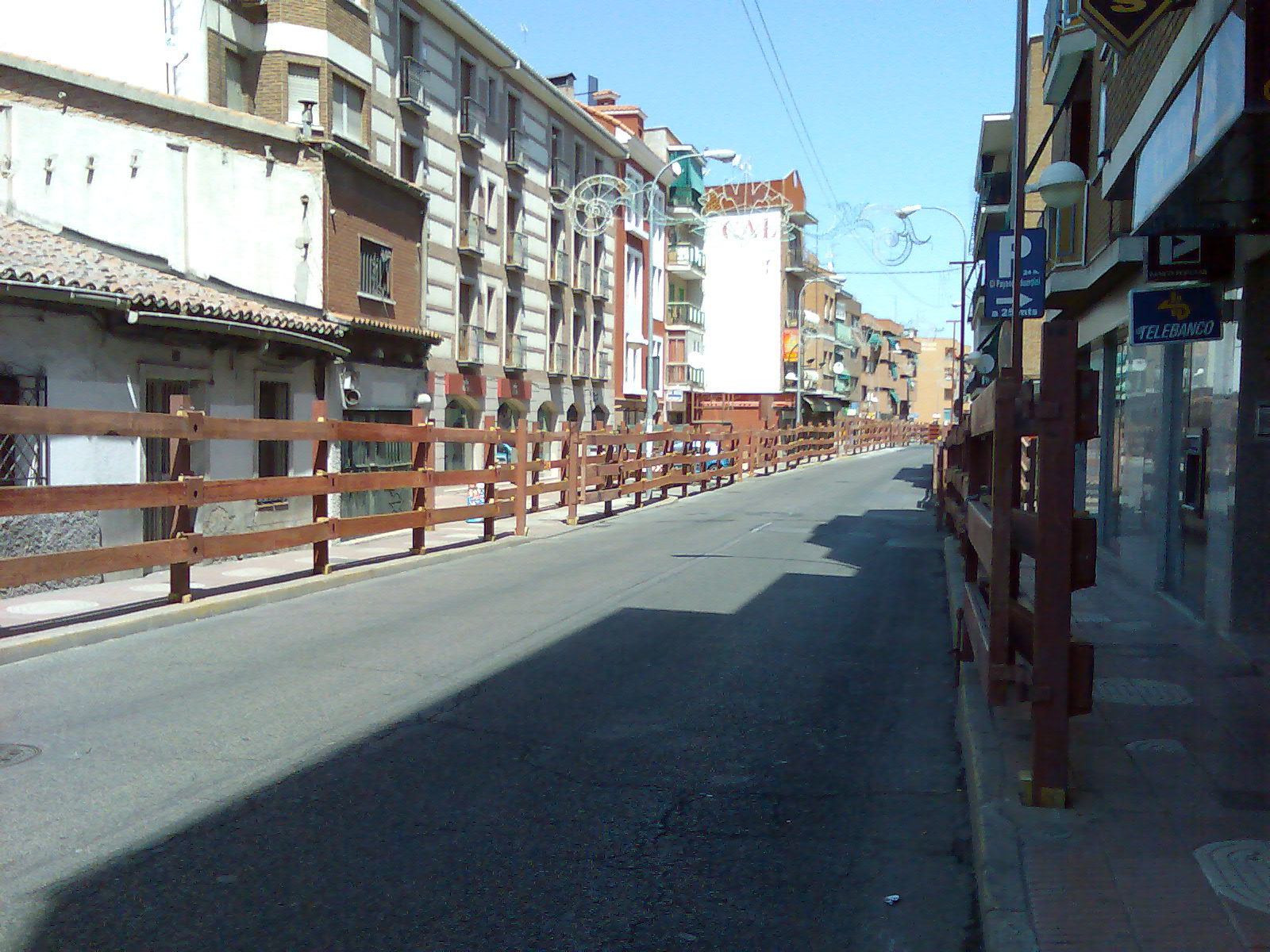
Uno de los tramos del encierro transcurre por la calle Real

En concreto, la actual manga del encierro de San Sebastián de los Reyes, que data del año 2003, tiene una distancia de 820 metros, con una altura media de 674 metros sobre el nivel del mar y una anchura que oscila entre los 6 y 9 metros. Está dividido en nueve tramos y transcurre por las siguientes calles: Leopoldo Gimeno, Real Vieja, Postas, Real, Estafeta, avenida de la Plaza de Toros y ruedo del coso. La media de duración de las carreras es de dos minutos y quince segundos, por lo que resulta imposible correrlo completo. Los expertos recomiendan elegir un tramo, dependiendo de los gustos, la experiencia y la condición física de los corredores.
Así, se recomienda a los principiantes que elijan los primeros tramos de la manga, pues existen más espacios y se calcula la velocidad de la manada. Mientras que los últimos tramos son más idóneos para los corredores con más experiencia, aunque, cabe destacar, que actualmente dado el volumen de corredores que participan cada vez es más difícil ver la manada con antelación y “coger toro”.

## Los encierros y 'La Tercera'

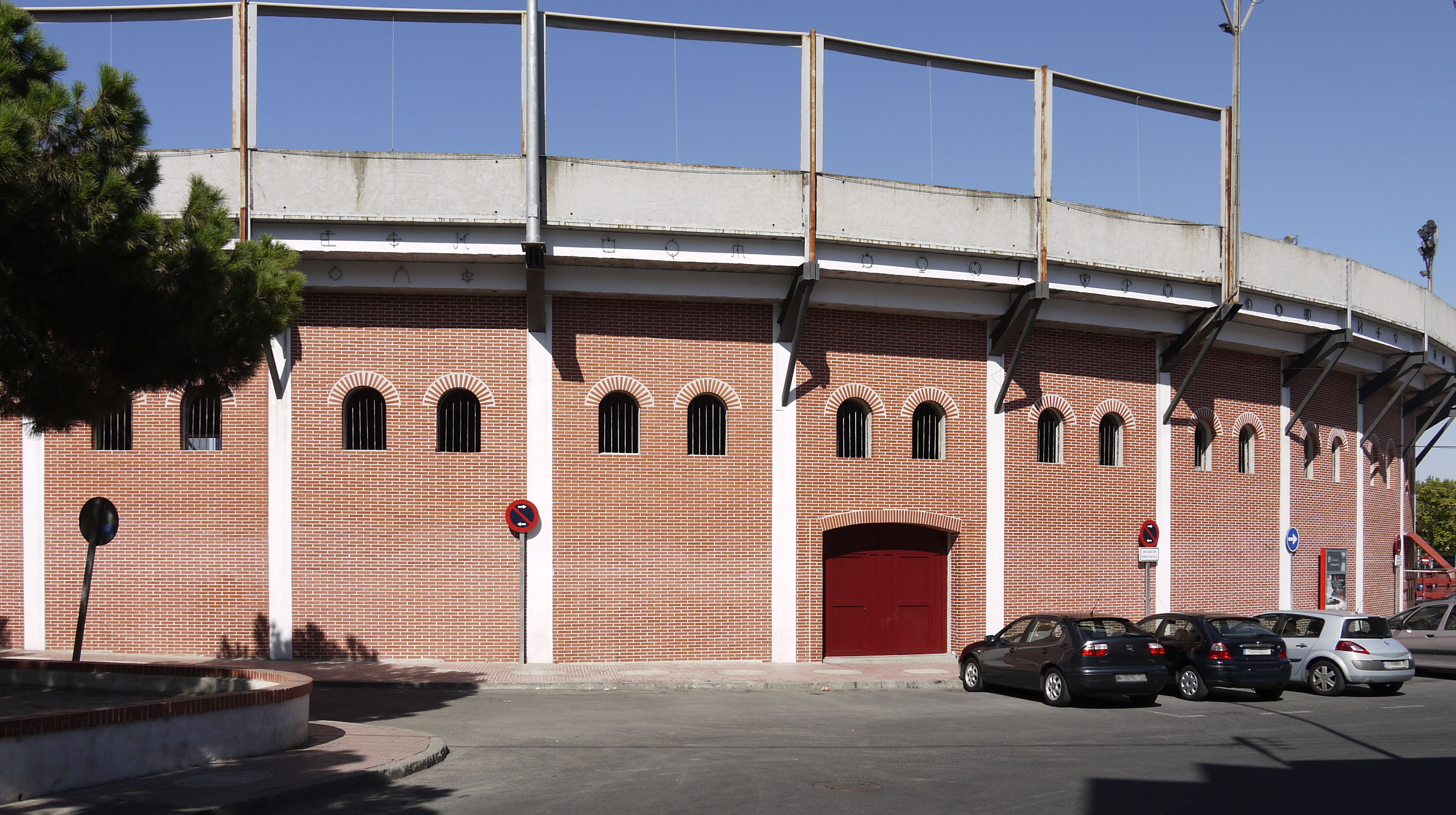
Plaza de Toros 'La Tercera'

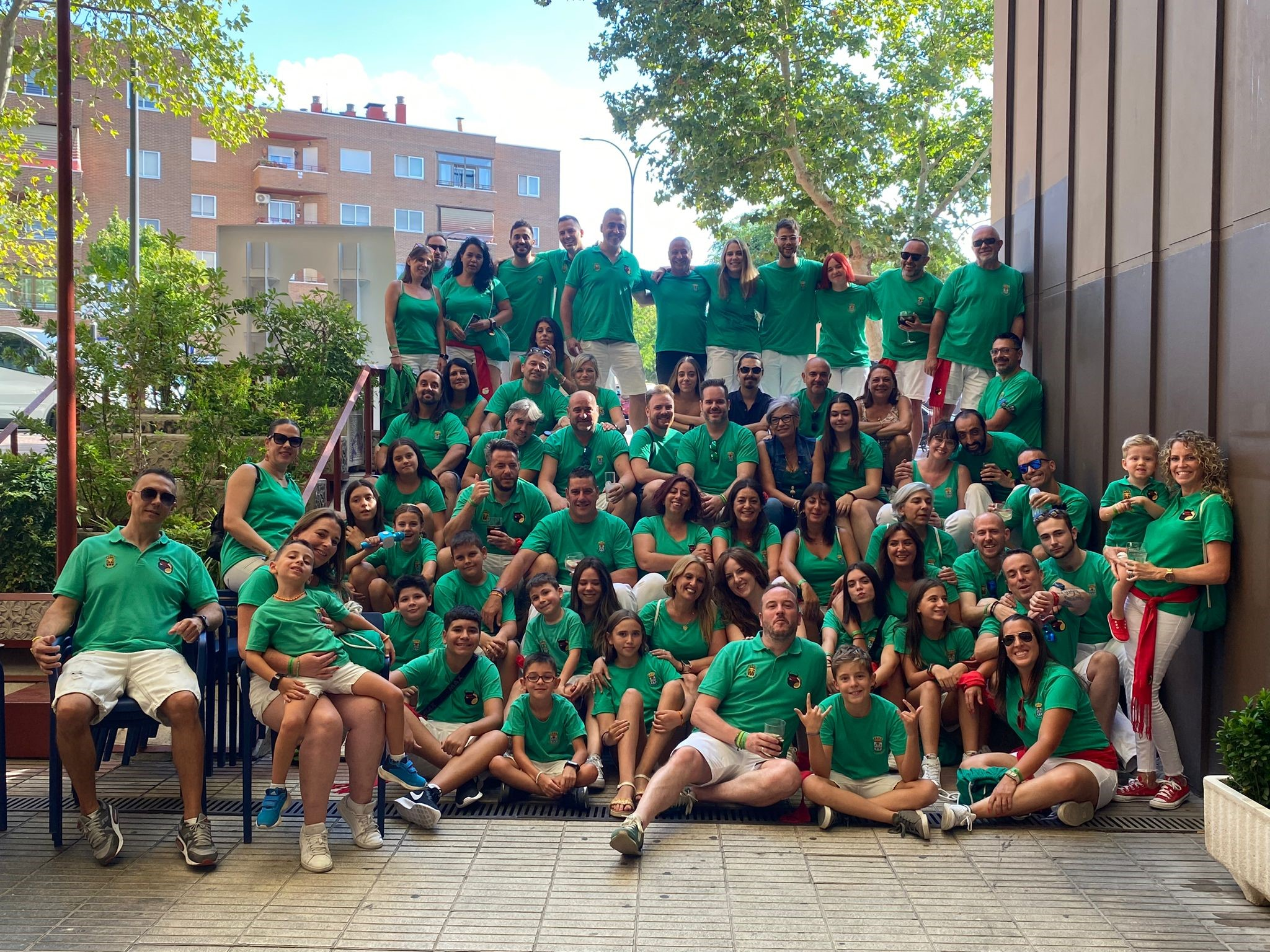
Peña La Tercera en fiestas

El 27 de agosto de 1961 tuvo lugar el primer festejo taurino celebrado en la plaza de toros 'La Tercera'. Dicho evento no era una corrida de toros, sino el tradicional encierro, que a partir de ese día terminaría su recorrido en la plaza. Las reses que inauguraron 'La Tercera' eran toros de Escudero Calvo, propiedad de Victorino Martín. En total, desde que su inauguración hasta las fiestas de 2011 han concluido en esta plaza de toros 279 encierros, en los que han corrido 1635 astados.
Otro momento histórico tanto para 'La Tercera', como para los encierros de San Sebastián de los Reyes fue la aparición de las peñas. Eran las fiestas del Stmo Cristo de los Remedios de 1978 cuando, por primera vez, surge un movimiento social y apolítico que persigue aportar nuevas ideas al concepto de fiestas del municipio. Así la Peña El Remedio fue la primera que se creó. Posteriormente fueron surgiendo otras peñas, entre las que destacan la Peña San Sebastián, la Peña Los Olivares, la Peña Estafeta, Peña los Amigos, Defiende Tu Fiesta, Peña La Tercera, Pastores del Encierro, Aficionados Prácticos, Peña Postas, Jóvenes Recortadores, TodoToros  todas ellas integrantes de la Federación de Peñas Taurinas de San Sebastián de los Reyes.

## Reconocimientos
- El 18 de marzo de 2010 el pleno de la Corporación Municipal de San Sebastián de los Reyes aprobó una moción por la que se declara Bien de Interés Cultural los encierros por su arraigo en los habitantes del municipio.[6]